# البهائية في اليمن
يعود تاريخ الدين البهائي في اليمن إلى عام 1260 هجرية (الموافق 1844م) وكانت قد رست السفينة التي حملت السيد علي محمد الشيرازي المعروف بلقب الباب في ميناء مدينة المخا في طريقه إلى الحج في مكة المكرمة وكذلك في طريق عودته إلى وطنه.
و رأت العقود الأخيرة من القرن التاسع عشر مرور أعداد متزايدة من البهائيين الأوائل خلال اليمن في طريقهم إلى شمال البحر الأحمر وفلسطين بعد قرار الدولة العثمانية بنفي وحبس بهاء الله مؤسس الدين البهائي في مدينةعكا في فلسطين عام 1868 م.
تبع ذلك ونتيجة الاحتكاك والتواصل بين الزوار البهائيين وسكان مدينة المخا وباب المندب وغيرها ان آمن بعض أبناء اليمن بالديانة الجديدة ونمت الجالية البهائية اليمنية شيئا فشيئا ولو بأعداد قليلة، وفي الوقت الحاضر يتواجد البهائيون في العديد من المدن والقرى اليمنية كعدن والمكلا وصنعاء وتعز والحديدة وإب وسقطرى ولحج وغيرها وأصبح البهائيون اليوم أحد المكونات الأصيلة في المجتمع اليمني.
رغم تقبل المجتمع المدني بطبيعته للتنوع وحسن العشرة والتآلف وتواجد الأقليات الدينية هناك ومنها الأقلية اليهودية وتواجد كنائس في عدن للمسيحيين، وحتى أقلية هندوسية، يتعرض البهائيون اليوم للاضطهاد الديني (وخاصة في السنوات الأخيرة بعد الاضطراب السياسي الحالي ) ، وخاصة في المناطق تحت سيطرة الحوثيين، وتعرض العديد منهم للتوقيف والسجن والازعاجات والضغوط اليومية وحتى الحكم بالإعدام لاحدهم حامد بن حيدرة مما أدى بعضهم للخروج من تلك المناطق إلى مناطق أخرى في اليمن .

## وصلات خارجية
- الموقع الرسمي للعقيدة البهائية (إنكليزي) و (عربي)
- مقدمة عن الدين البهائي (عربي)
- ادعية وصلوات وتأملات بهائية (عربي)
- البهائية - ردود واجابات (عربي وإنكليزي)
- موقع الإسلام والدين البهائي (عربي وإنكليزي)
- بهاء الله - دلائل وبراهين (عربي)
- الاعلام البهائي: صور تمثل نشاطات وفعاليات الجامعة البهائية في مختلف انحاء العالم.